# Brown Feather Sparrow
Brown Feather Sparrow was een Nederlandse indiepopband rondom zangeres Lydia van Maurik-Wever met als thuisbasis Utrecht.

## Geschiedenis
Brown Feather Sparrow wordt in september 1999 gevormd rond singer-songwriter Lydia Wever. Brown Feather Sparrow maakt sfeerrijke poëzie-pop en is beïnvloed door bands als Ida, Over the Rhine, Rosie Thomas en The Sundays. In 2001 wordt er een demo opgenomen, die goed ontvangen wordt en optredens en airplay oplevert. In 2003 tekent Brown Feather Sparrow bij Volkoren en wordt het debuutalbum Wide Awakens Everything opgenomen in de studio van René de Vries, die onder meer werkte met a balladeer en at the close of every day. 
In december 2004 is er voldoende materiaal voor een opvolger van het debuut, getiteld Let's Be Fine. Ook nu wordt er weer opgenomen bij René de Vries, maar wordt er gemixt in de Mailmen studio van Martijn Groeneveld (o.a. Solo en Wealthy Beggar). 
In het najaar van 2007 starten ze met de opnames van hun derde cd die de titel Brave heeft gekregen en op 15 september 2008 is uitgebracht. 
Lydia van Maurik-Wever en Arjen van Wijk zijn beiden ook actief in de band This Beautiful Mess.
In 2009 heeft Brown Feather Sparrow de finale singer/songwriter van de Grote Prijs van Nederland bereikt.
Begin 2010 kondigde Brown Feather Sparrow aan eind dat jaar te stoppen. Eind 2010 verscheen het laatste album, How to throw a Christmas party. De shows zijn daarmee echter niet geheel afgesloten. In augustus 2011 stond het bonte gezelschap dat aan het album meewerkte, met hun kerstprogramma, in een bomvolle tent op het Xnoizz Flevo Festival. Ook vond er in 2011 in de dagen voor Kerst een toer door Nederland plaats en werd een ep uitgebracht. Daarbij werd de groep echter "How to throw a Christmas party" genoemd en was de naam "Brown Feather Sparrow" losgelaten.

## Bezetting
Brown Feather Sparrow bestond uit:
- Lydia van Maurik-Wever - zang, piano
- Arjen van Wijk - zang, rhodes en tafelharmonium
- Ernst van der Wal - gitaar
- Jozua Koffeman - basgitaar
- Herman Ypma - drums

## Ex-bandleden
- Paul van Leeuwen - basgitaar
- Job Verhoog - drums

## Discografie

### Albums
- Wide Awakens Everything (29-9-2003)
- Let's Be Fine (22-4-2005)
- Brave (15-9-2008)
- How to throw a Christmas party (2010)